# Pico de gallo

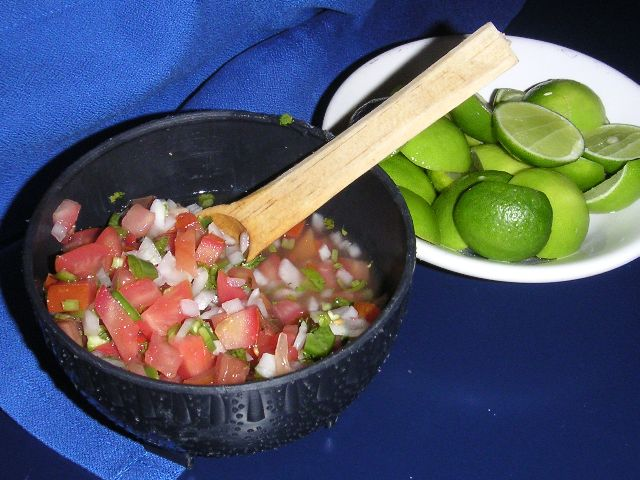
Pico de gallo

Pico de gallo (spanska: tuppens näbb) är en tomatsalsa med bland annat chili och lök. Pico de gallo är den vanligaste salsan i Mexiko och landets nationalsås, med avseende på att såsen är grön, röd och vit som Mexikos flagga. Pico de gallo är en blandning av exempelvis färsk tomat, serranochili, lök, lime och korianderblad. Före maten är såsen en aptitretare med totopos och till maten en krydda till tacos, enchiladas, quesadillas och andra rätter.
Varianter av pico de gallo är till exempel den från Jalisco med apelsin eller den från Chiapas med rotfrukten jicama.